# Bonus RPK

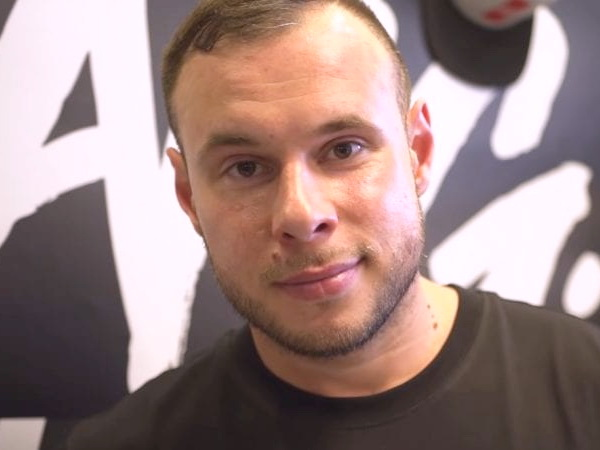
Bonus RPK, 2018

Bonus RPK (* 15. Juli 1989 in Warschau, Polen als Oliwier Roszczyk), auch bekannt als BGU (Bonus Głos Ulicy) oder Artysta Kombinator, ist ein polnischer Rapper und Vertreter der polnischen Street-Rap-Bewegung.

## Leben und Wirken
Roszczyk ist Mitglied der ZDRPK-Formation und der Kollektive Bielańska Forteca und Ciemna Strefa. Seine Anfänge fand Roszczyk im Umfeld der Teams „Unikat“ und „RPK“ (Razem Ponad Kilo), woher auch der Zusatz seines Künstlernamens rührt. Roszczyk ist Solokünstler, hat jedoch häufig Features in seinen Songs vertreten, u. a. DDK RPK, Czarny Furiat, Hipotonia WIWP, Kafar, Steel Banging, Nizioł, Rogal DDL, Rufuz, Sokół oder Quebonafide.

## Konflikt mit dem Gesetz
Im März 2015 wurde Roszczyk von der Polizei wegen Drogenhandels festgenommen wurde jedoch im Dezember 2015, nachdem er eine Kaution hinterlegt hatte, wieder auf freien Fuß gesetzt.
Im Juli 2018 wurde Roszczyk in zweiter Instanz vor dem Bezirksgericht Warschau-Wola zu einer Haftstrafe von 5½ Jahren und einer Geldstrafe von 500.000 Złoty (ca. 116.000 Euro) verurteilt. Das aus dem Drogenhandel stammende Geld und alle mit dem Drogengeld finanzierten Gegenstände, wurden von den polnischen Behörden beschlagnahmt.
Die Berufung gegen das Urteil seitens Roszczyks wurde verworfen, mit der Begründung, dass „keine Ersttat vorliegen müsse, um wegen organisiertem Verbrechen ohne Bewährung ins Gefängnis zu kommen“. Das Urteil wurde am 21. Mai 2019 rechtskräftig.
Am 8. Juni 2019 trat Roszczyk in der Diskussionsrunde „Skandaliści“ auf und prangerte das aus seiner Sicht falsche Verhalten der polnischen Behörden an, welche „...auf einen Zeugen hören, der keinerlei Beweise für das hat, was er hier über mich behauptet.“ Im Dezember 2023 wurde er vorzeitig auf Bewährung entlassen.
Bereits im April 2024 veröffentlichte er ein neues Album mit dem Titel Życia weteran, mit dem er erstmals Platz 1 in den polnischen Albumcharts erreichte.

## Diskografie

### Studioalben
| Jahr | Titel Musiklabel                 | Höchstplatzierung, Gesamtwochen, AuszeichnungChartsChartplatzierungen (Jahr, Titel, Musiklabel, Platzierungen, Wochen, Auszeichnungen, Anmerkungen) | Anmerkungen                                                          |
| Jahr | Titel Musiklabel                 | PL | Anmerkungen                                                          |
| ---- | -------------------------------- | --- | -------------------------------------------------------------------- |
| 2009 | Wkurwiony dzieciak Ciemna Strefa | PL18 (1 Wo.)PL | Erstveröffentlichung: 8. April 2009 Charteinstieg erst in KW 42/2019 |
| 2012 | Artysta kombinator Ciemna Strefa | — | Erstveröffentlichung: 23. November 2012                              |
| 2013 | Dobry człowiek Ciemna Strefa     | — | Erstveröffentlichung: 5. Juni 2013                                   |
| 2016 | Losu kowal Ciemna Strefa         | PL8 Gold · (7 Wo.)PL | Erstveröffentlichung: 16. September 2016 Verkäufe: + 15.000          |
| 2017 | Eksperyment Ciemna Strefa        | PL20 (3 Wo.)PL | Erstveröffentlichung: 17. November 2017 mit Arczi Szajka             |
| 2018 | Technik pasjonat Ciemna Strefa   | PL2 Gold · (11 Wo.)PL | Erstveröffentlichung: 9. Oktober 2018 Verkäufe: + 15.000             |
| 2019 | Bloków rezydent Ciemna Strefa    | PL3 Gold · (8 Wo.)PL | Erstveröffentlichung: 4. Oktober 2019 Verkäufe: + 15.000             |
| 2024 | Życia weteran Ciemna Strefa      | PL1 Gold · (9 Wo.)PL | Erstveröffentlichung: 26. April 2024 Verkäufe: + 15.000              |

### Singles
| Jahr | Titel Album                 | Höchstplatzierung, Gesamtwochen, AuszeichnungChartsChartplatzierungen (Jahr, Titel, Album, Platzierungen, Wochen, Auszeichnungen, Anmerkungen) | Anmerkungen                                                    |
| Jahr | Titel Album                 | PL | Anmerkungen                                                    |
| ---- | --------------------------- | --- | -------------------------------------------------------------- |
| 2016 | Witamy w stolicy Losu kowal | PL— GoldPL | Erstveröffentlichung: 2016 Verkäufe: + 15.000                  |
| 2024 | JZWWZJ Życia weteran        | PL73 Gold · (3 Wo.)PL | Erstveröffentlichung: 26. Januar 2024 Verkäufe: + 15.000       |
| 2025 | Znowu razem –               | PL5 (4 Wo.)PL | Erstveröffentlichung: 19. März 2025 mit Kizo, BeMelo & Dj Taek |

### Gastbeiträge
- 2020: Jacuzzi Na 42 (PL: Gold)
- 2020: Heavyweight (PL: Gold)
- 2021: Sportplus (PL: Gold)
- 2021: No limit (PL: Gold)

Weitere Gastbeiträge
| Jahr | Titel | Album |
| ---- | --- | --- |
| 2009 | List do wroga (gościnnie: JWP, Dixon37, Bonus RPK, Smolar, Spajder, DJ Olin) „Rzeczywisty obraz“ (gościnnie: Wojtan, Bonus RPK) „Tak już jest“ (gościnnie: Bonus RPK, Siwers, Marta) „Prawdziwe słowa“ (gościnnie: Bonus RPK, Hemp Gru) | DDK RPK – Raprodukcja: prawdy dotyk |
| 2010 | Najwyższy czas (gościnnie: Bonus RPK, Nizioł, Murzyn ZDR) „Jesteś w stanie pojąć“ (gościnnie: Bonus RPK, Lewy) „Trzymaj fason 2“ (gościnnie: Bonus RPK, Peja) „Od zawsze na zawsze“ (gościnnie: HipoToniA)                              | DDK RPK – Słowo dla ludzi cz.1 |
| 2011 | DDK RPK – Słowo dla ludzi cz.2: codzienność | Nie wiesz o co chodzi (gościnnie: Kryptonim, Bonus RPK) „W dobrą stronę“ (gościnnie: Grabson, Miejski Sort, TPS, Suhy ENKATE, Arturo, Dawidzior, HDS, Bonus RPK) „Miasto gniewu“ (gościnnie: Bonus RPK) |
| 2013 | Hipotonia WIWP – Honor twoją amunicją | Też byś tak chciał (gościnnie: Bonus RPK) |
| 2013 | DDK RPK – Od serca 2012 | Temat rzeka (gościnnie: Pewna Pozycja, Bonus RPK, Lewy, Narczyk, Zgrzyt) |
| 2014 | Kafar – Panaceum | Strzał życia (gościnnie: Bonus RPK) „Strzał życia (Remix)“ (gościnnie: Bonus RPK) |
| 2015 | Steel Banging – Dwie strony świata | Podwórkowy rap (gościnnie: Bonus RPK, Parol Syndykat, Gabi) |